# NGC 3933
NGC 3933 (również PGC 37156 lub UGC 6839) – galaktyka spiralna (S?), znajdująca się w gwiazdozbiorze Lwa. Odkrył ją Alphonse Borrelly w 1871 roku.